# Stopera

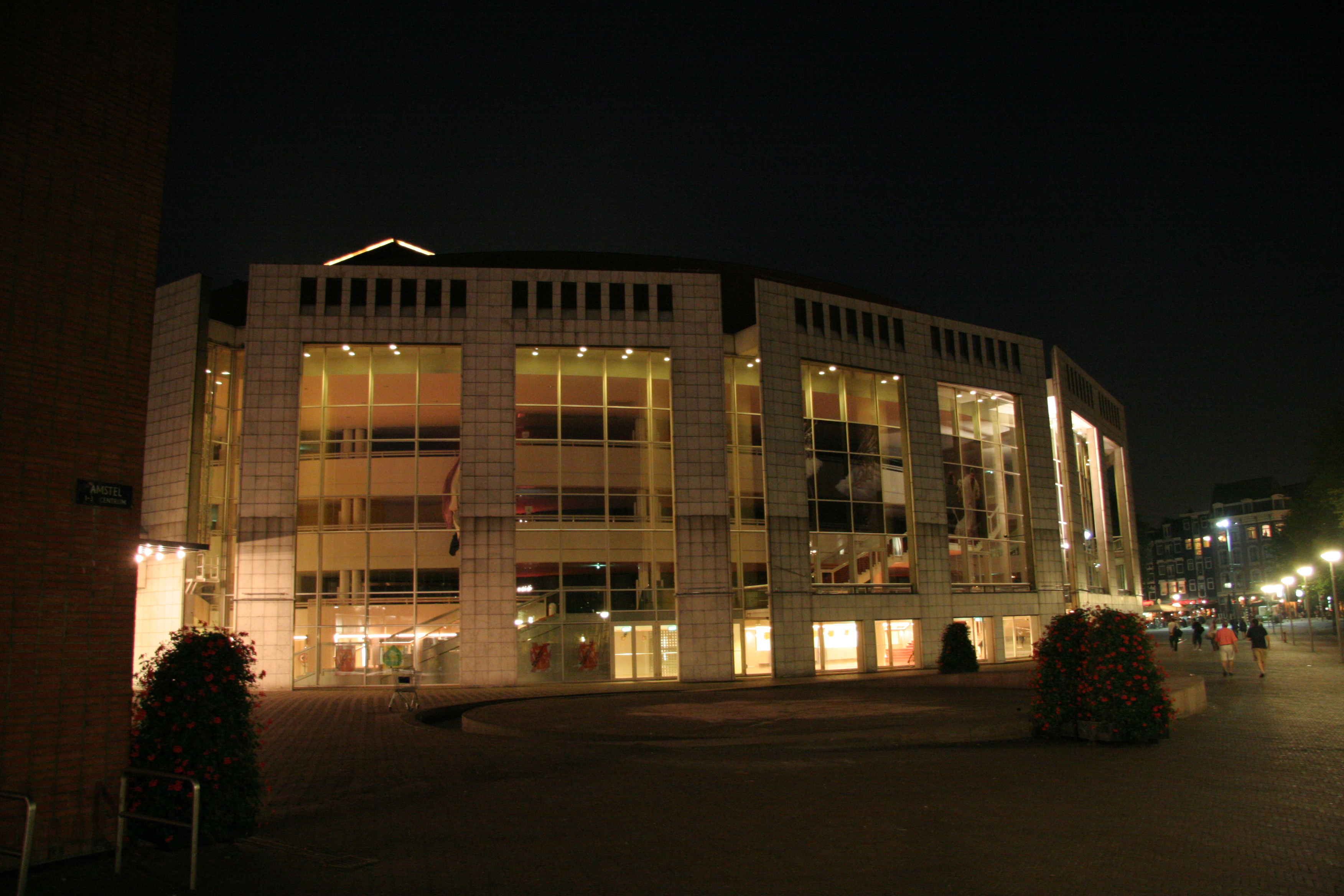
Immagine in notturna dello Stopera

Lo Stadhuis-Muziektheater, meglio noto con l'abbreviazione Stopera, è un complesso architettonico della Waterlooplein di Amsterdam che comprende il municipio e il teatro d'opera (Het Muziektheater), sede della Compagnia nazionale del balletto.
Il complesso fu realizzato tra il 1986 e il 1988 su progetto degli architetti Cees Dam e Wilhelm Holzbauer.

## Storia
Il progetto per la realizzazione dello Stopera fu affidato agli architetti Cees Dam e Wilhelm Holzbauer. Tale progetto si basava su un disegno di Gerard Holt (suocero di Dam) e Bernard Bijvoet del 1971.
La costruzione dello Stadhuis-Muziektheater fu duramente contestata dai cittadini, non solo per gli alti costi dell'operazione, ma anche e soprattutto perché avrebbe comportato l'abbattimento di numerosi edifici storici della Waterlooplein.
La protesta fu molto accesa: coloro che si opponevano alla costruzione del complesso furono protagonisti di occupazioni abusive e di conseguenti scontri con la polizia. Furono proprio i contestatori a ribattezzare in tono polemico l'edificio con il nome di "Stopera": il "nomignolo" era non solo una contrazione dei termini Stadhuis e Opera, ma anche di "stop the opera!".
La costruzione andò tuttavia avanti e il complesso fu inaugurato il 23 settembre 1986. La costruzione dello "Stopera" fu però completata solamente nel 1988..

## Descrizione
Lo Stadmuziek-Theater si trova a sud di edifici quali la Montelbaanstoren e la Rembrandthuis e si affaccia sul fiume Amstel, di fronte al Blauwbrug.
L'edificio è stato realizzato in mattoni rossi, marmo e vetro.
Le due parti del complesso sono collegate da una galleria, all'interno della quale si trova un murale che illustra il funzionamento del Normaal Amsterdams Peil (NAP), ovvero l'idrometro che rileva il livello medio del Mare del Nord. La parte riservata al municipio, a forma di "L", circonda quella adibita a teatro dell'opera.
Il teatro presenta un palcoscenico della larghezza di 22 metri e ha una capienza 1.689 posti (si tratta del più grande auditorium dei Paesi Bassi).